# Тами Ейбрахам
Кевин Огенетега Тамараеби Бакумо-Ейбрахам (роден 2 октомври 1997 г.), по-известен като Тами Ейбрахам, е английски нападател, който играе за Бешикташ.

## Кариера
Ейбрахам израства в юношеската школа на „Челси“ и дебютира за основния състав през 2016 г.
Записва първото си участие за националния отбор на Англия през 2017 г.
До лятото на 2019 г. играе под наем в тимовете на Бристъл, Суонзи и Астън Вила, преди отново да се върне в Челси.
От 2022 г. играе в „Рома“; договорът му е петгодишен, до 2026 г. включително.
През 2024 г. е сключен договор за трансфера му в „Милан“ за една година (сезон 2024/2025).

## Успехи
Астън Вила
- Чемпиъншип плейофи: 2019

Челси
- Шампионска лига: 2020/21[3]
- Суперкупа на УЕФА: 2021[4]

Рома
- Лига на конференциите: 2021/22

Англия до 21 г.
- Турнир Тулон: 2018